# Cemorokandang
Cemorokandang is een bestuurslaag in het regentschap Malang van de provincie Oost-Java, Indonesië. Cemorokandang telt 10.805 inwoners (volkstelling 2010).